# ブリストル 188
ブリストル 188
イギリス空軍博物館に展示されているブリストル 188
- 用途：高速実験機
- 製造者：ブリストル飛行機
- 運用者：RAE
- 初飛行：1962年4月14日
- 生産数：3機（静荷重試験用1機、飛行試験用2機）
- 退役：1964年

ブリストル 188（Bristol 188）はブリストル飛行機が1950年代に製造したイギリスの超音速実験機。その細長い機体形状から「火炎鉛筆（Flaming Pencil）」のニックネームがつけられた。

## 設計と開発
イギリス空軍は、高速（マッハ3）偵察機の開発を検討していた（1954年に出された運用要求OR.330に基づきアブロ 730として計画された）が、このような高速機を製造するにはマッハ2以上の高速運用におけるデータ収集が必要であった。このため1953年に運用要求ER.134Tが出され、実験機の作製が要求された。実験機は、長時間マッハ2で飛行し、高速航空機における空力加熱を調べることが目的とされた。実験機の表面温度は300 oCになると想定された。
数社がこの先進的な計画に興味を示し、1953年2月にブリストル飛行機が契約（6/Acft/10144）に成功した。
ブリストルはこの機体をタイプ 188と名付け、3機が製造された。1機は純粋なテストベッドであり、残りの2機（製造番号13518および13519）が飛行試験用であった。1954年1月には、契約KC/2M/04/CB.42(b)に基づき、この2機は機体番号XF923とXF926が割り当てられ、両機は飛行可能となった。アブロ 730偵察爆撃機開発支援のため、さらに3機が発注された（機体番号XK429、XK434、XK436）。しかし、1957年防衛白書によってアブロ 730の計画が中止されたため、この3機の契約もキャンセルされた。ブリストル 188は高速実験機として開発が続けられた。

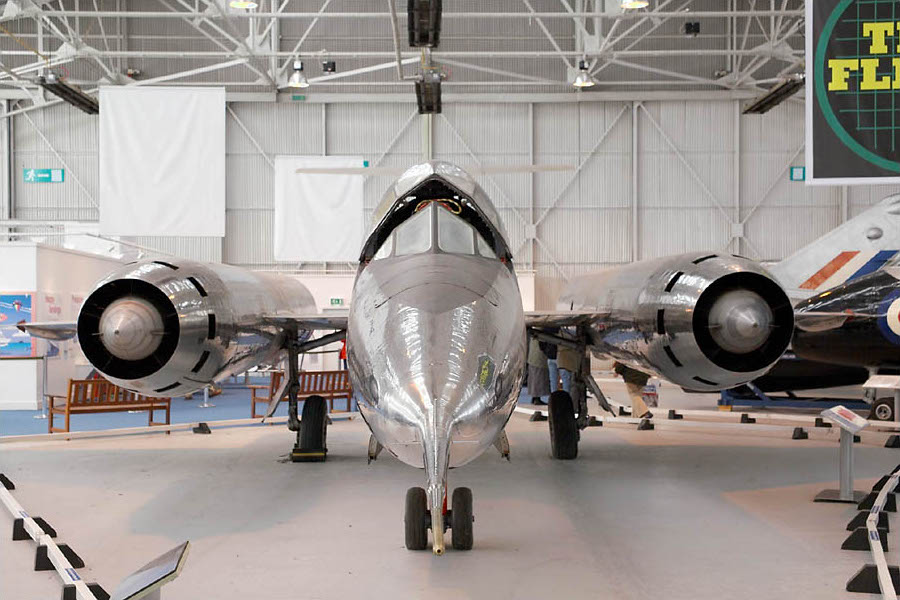
イギリス空軍博物館に展示されているブリストル 188

機体の先進性のため、新しい製造方法が開発された。数種類の素材が検討され、2種類の特殊グレードのステンレス鋼が選択された。チタン安定化18-8オーステナイト系ステンレス鋼とガスタービン用として使われていた12%クロム添加ステンレス鋼である。機体の製造が開始される前に、十分な量が生産されている必要があった。後者についてはハニカム構造を採用して、外皮の製造に使用され、塗装は施されなかった。リベットの代わりに、アルゴンガスを用いたアーク溶接が採用された。この方法を使用したために製造に、遅れが生った。この期間、サブコントラクターとして機体のかなりの部分を担当していたアームストロング・ホイットワース社が、ブリストル社に対して技術指導を行っている。
融解石英キャノピーおよびコックピット冷却システムも設計され、機体に組み込まれたが、想定した使用環境下での試験は実施されなかった。
超音速飛行時のエンジンへの空気供給を最適化するため、可変ジオメトリー空気取り入れ口が使用された。このため、エンジンは機体ではなく主翼に取り付けられた。当初ロールス・ロイス製のエンジンを搭載することが予定されていたが、ロールス・ロイス エイヴォン 200、デ・ハビランド ジャイロン・ジュニアおよびロールス・ロイス AJ.65といった複数のエンジン比較検討され、1957年にジャイロン・ジュニアDGJ10Rの採用が決定された。
ジャイロン・ジュニアを採用することにより推力10,000 lbf（44 kN）で、アフターバーナー使用により海面上で推力14,000 lbf（62 kN）、高度36,000 ft（11,000 m）では推力20,000 lbf（89 kN）で、マッハ2で飛行することができた。ジャイロン・ジュニアは、サンダース・ロー SR.177 超音速要撃機用としてさらに開発が進められ、完全可変アフターバーナーが組み込まれた。このアイドリングからフルパワーまでに対応するアフターバーナーは、航空機用としては最初のものだった。だが、このエンジンをブリストル 188に搭載した場合、典型的な航続時間は25分に過ぎず、高速時の研究を行うには不足していた。チーフテストパイロットのゴドフリー・L・オーティ（Godfrey L. Auty）は、ブリストル 188の遷音速から超音速への移行はスムーズであったが、ジャイロン・ジュニアエンジンは、それ以上の速度ではサージングを起こしやすく、結果として機体にピッチングとヨーイングが発生すると報告している。
空気力学および振動問題を解決するため、数多くのスケールモデルが作製された。これらはロケットの先端に取り付けられ、試験のためにロイヤル・エアクラフト・エスタブリッシュメント（RAE）のAberporthロケット発射場から打ち上げられた。

## 運用歴
1960年5月、初号機が加熱および非加熱構造試験 のためにファーンボローのRAEに納入された。1961年4月26日にはベドフォードでXF923が地上滑走試験を行ったが、トラブルが生じたため、初飛行は1962年4月14日にずれ込んだ。XF923は初飛行の時点では、まだブリストルの所有物であり、航空省には引き渡されていなかった。XF926は、XF923用のエンジンを使用して、1963年4月26日に初飛行した。XF926はその飛行プログラムのためRAEベッドフォードに引き渡された。そこで51回の試験飛行が実施され、高度36,000 ft（11,000 m）において、最高速度マッハ1.88（2,300 km/h）を記録した。しかしながら、運用高度に達するのに搭載燃料の70%を消費してしまうため、亜音速での飛行時間は最長で48分間に過ぎなかった。

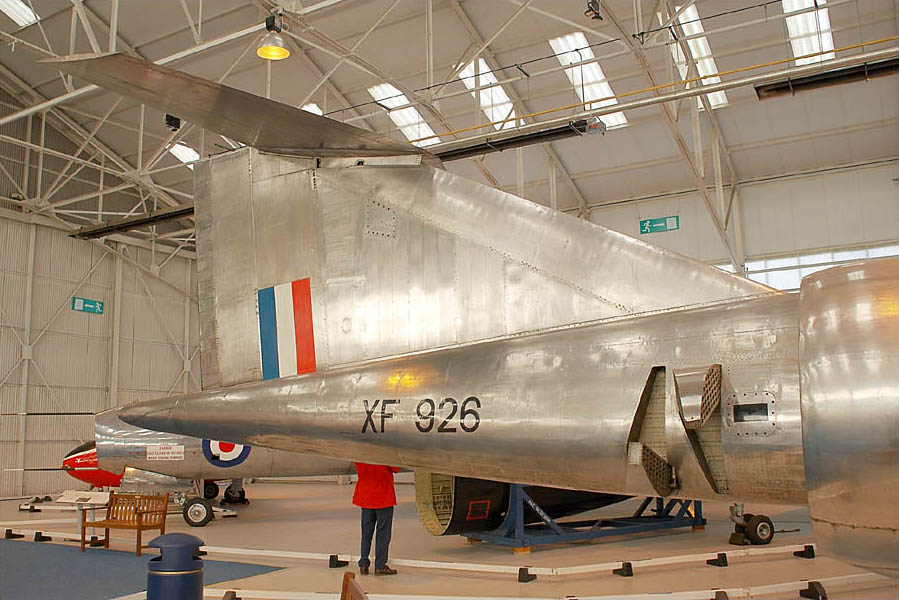
イギリス空軍博物館に展示されているブリストル 188

飛行試験中に収集されたデータは、機上で記録されると同時に地上ステーションに送信された。このため、「地上パイロット」が機上のパイロットに助言を与えることが出来た。
計画はいくつもの困難にぶつかった。最大の問題は、燃料消費量が過大であったためにブリストル 188製造の主目的の一つである機体のサーマル・ソーキングを評価できるほどの長時間の超音速飛行を続けられないことであった。燃料漏れの問題もあって、計画速度のマッハ2には到達できなかった。また、離陸速度が300 mph (480 km/h)近かったことも、試験を妥協的なものにした。ブリストル 188計画は結局は放棄されたが、そこで得た知識や技術データは、その後のコンコルドの開発にある程度の寄与をした。ステンレス鋼の使用に関しては結論を得られなかったため、コンコルドは従来の航空機と同じくアルミ合金を採用し、速度はマッハ2.2に抑えられた。ジャイロン・ジュニアエンジンは、イギリスの最初の超音速航空機用ターボジェットエンジンであったが、その後のブリストル（後にロールスロイス）オリンパスエンジンの開発に寄与した。このエンジンはコンコルドとBAC TSR-2に採用されている。
ブリストル 188の改良に関してはいくつかの提案がなされた。ラムジェットやロケットエンジンを併用したり、戦闘機や偵察機にするという案も出された。空気取り入れ口をくさび形にすることも真剣に考慮された。
1964年に全ての計画を中止するとの発表がなされた。XF926の最終飛行は1964年1月12日に実施された。プロジェクトの総費用は2000万ポンドであった。これは、現在にいたるまでイギリスの実験機の開発費用としては最も高額なものである。飛行可能な両機は、部品の「共食い」によって飛行可能状態を保たねばならなかった。

## 現存機
1966年4月、射撃試験の標的とするため両機ともエセックス州ShoeburynessのProof and Experimental Establishmentへ移送された。しかし、1972年にXF926はコスフォードのイギリス空軍博物館に展示されることとなった。他方、XF923の方はその後解体された。

## 使用者
イギリス
- ロイヤル・エアクラフト・エスタブリッシュメント

## 仕様・性能
出典: The World's Worst Aircraft: From Pioneering Failures to Multimillion Dollar Disasters
諸元
- 乗員: 1
- 全長: 23.67 m （77 ft 8 in）
- 全高: 3.65 m （12 ft）
- 翼幅: 10.69 m（35 ft 1 in）
- 動力: デ・ハビランド ジャイロン・ジュニア DGJ10R アフターバーナー付きターボジェット
  - ドライ推力: 44 kN （10,000 lbf） × 2
  - アフターバーナー使用時推力: 89 kN （20,000 lbf） × 2

性能
- 最大速度: マッハ2（短時間のみ）[7]

武装
- 無し

## ブリストル 188 が登場する映画
ブリストル 188（XF923）は1962年の映画Some Peopleに頻繁に登場する。

## 参考資料